# Południca

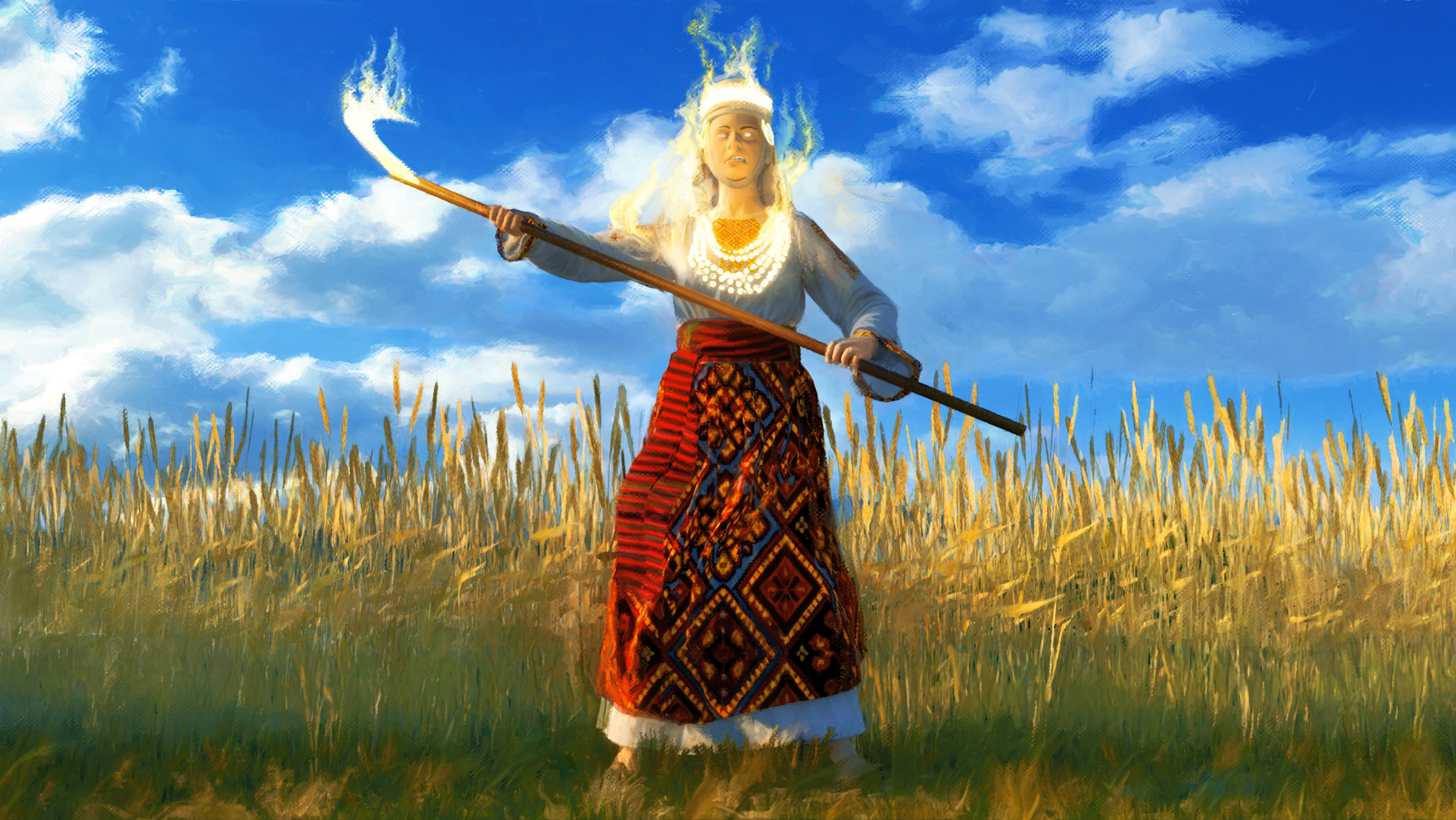
Południca

Południca (przypołudnica, żytnia, rżana baba, baba o żelaznych zębach) – według wierzeń słowiańskich złośliwy i morderczy demon polujący latem na tych, którzy niebacznie w samo południe przebywali w polu.

## Wierzenia
Południcami stawały się dusze kobiet zmarłych tuż przed lub w trakcie ślubu, bądź wkrótce po weselu. Zadawały napotkanym na polu ludziom zagadki, od odpowiedzi na które zależał los pytanego. Zabijały lub okaleczały swoje ofiary, dusiły śpiących na polu żniwiarzy i porywały dzieci bawiące się na skraju pola.
Południce ukazywały się jako młode dziewczyny lub stare kobiety owinięte w białe płótno, z rozpuszczonymi w nieładzie włosami. Na plecach nosiły worki, w których porywały dzieci. W rękach trzymały zazwyczaj drąg, ożóg lub sierp, którymi potem dręczyły swoje ofiary.
Prawdopodobnie postać południc utożsamiano z często występującymi w okresie letnim małymi wirami powietrznymi, powstającymi w gorące dni przed nadchodzącą burzą, prawdopodobnie wskutek nagłej zmiany ciśnienia; wir powstaje nagle, osiąga wysokość do kilku metrów, porusza się niczym mała trąba powietrzna i znika równie szybko, jak się pojawił. Od starszych ludzi można usłyszeć ostrzeżenie przed wejściem w ów wir, ma to bowiem grozić „przetrąceniem”. Możliwe również, że napadem południcy tłumaczono udar słoneczny.
Wiara w południce obecna była w północnej części Słowiańszczyzny (Łużyce, Czechy, Słowacja, Polska, Ruś). Ich południowosłowiańskim odpowiednikiem były wiły. W okolicach Prudnika wierzono w chabernicę.

## Nawiązania
Południca jest motywem wiodącym piosenki W południe autorstwa Kazimierza Grześkowiaka. Południce są jednymi z oponentów w polskiej fabularnej grze komputerowej Wiedźmin, z 2007 roku oraz Wiedźmin 3: Dziki Gon wydanej w 2015 roku. Południca (czeski: Polednice) to także tytuł poematu symfonicznego op. 108 Antonína Dvořáka.

### W literaturze
Południca to tytuł powieści niemieckiej pisarki Julii Franck, której bohaterka pochodzi z Budziszyna na Łużycach. Książka została wydana w 2007 roku i zdobyła prestiżową Niemiecką Nagrodę Literacką.
Południca to także tytuł powieści kryminalnej Jiřego Březiny (II tom z serii Tomáš Volf). Tym mianem określono mordercę, który zabijał młode kobiety upalnym latem w samo południe.